# الست عليا
الست عليا (بالفارسية: الست علیا) هي مستوطنة تقع في قسم صفي آباد الريفي (مقاطعة إسفراين) في إيران. يقدر عدد سكانها بـ 559 نسمة بحسب إحصاء 2016.